# Tryphon de Constantinople
Pour les articles homonymes, voir Tryphon.
Tryphon de Constantinople (mort 933) est patriarche de Constantinople du 14 décembre 928 à août 931.
Selon Jean Skylitzès, après la mort du patriarche Étienne II d’Amasée, on fit venir le moine Tryphon, connu pour son austérité, qu’on ordonna patriarche pour un temps convenu en attendant que Théophylacte, le fils de l’empereur Romain Ier Lakapènos, eût atteint l’âge légal.
Deux ans après, Tryphon, qui refuse d'abandonner son siège comme il l'avait promis, ne se démet finalement qu'à la suite d'un subterfuge de l'évêque Théophane de Césarée. Il manquait cependant encore un an et cinq mois à Théophylacte pour avoir l'âge accompli, ce qui lui permettait toutefois d'être ordonné évêque. Il ne devient patriarche que le 2 février 933 après une vacance du siège.
Tryphon est considéré comme un saint par l'Église orthodoxe et il est fêté le 19 avril.

## Biographie

### Jeunesse
Tryphon de Constantinople était un moine originaire d’Opsikion, thème byzantin situé en Asie Mineure, soit au nord-ouest de l’empire. Si très peu d’information subsiste à son sujet ainsi que sur sa jeunesse, Tryphon semble cependant avoir été reconnu pour sa grande piété et sa ferveur religieuse. Il se distinguait par sa douceur, sa soumission à Dieu ainsi que par sa foi envers l’Église, et ce, depuis son enfance. En effet, selon une correspondance adressée à Anastase, métropolite d’Héraclée, par Théodore Daphnopatès, homme d’état byzantin du Xe siècle qui écrivait au nom de l’empereur Romain Ier Lécapène, Tryphon aurait été ordonné diacre dès l’âge de douze ans. Il semble qu’il aurait ensuite été élevé au rang de prêtre trois ans plus tard, soit à l’âge de quinze ans, non sans susciter le désaccord de quelques métropolites en raison de son jeune âge.
Les premières mentions présumées de Tryphon datent de 914 dans des lettres du Patriarche Nicolas Ier Mystikos adressées à Tryphon. Il semble en effet que Tryphon ait offert son support à Nicholas dans une période trouble entre 914 et 918, car les quatre lettres en question sont des réponses aux lettres de consolation que Tryphon aurait adressées à Nicholas, Patriarche à l’époque. La première lettre fait brièvement mention d’une possible rencontre entre les deux hommes qui ne put avoir lieu. Il semble également que Tryphon ait été malade et que Nicholas lui ait envoyé un remède à sa demande afin de favoriser plus rapidement sa guérison. Dans une seconde courte lettre, Nicholas exprime sa joie de voir Tryphon « s’intéresser à [ses] affaires ». Le même ton se dégage de leur troisième et quatrième correspondance dans laquelle Nicholas remercie Tryphon pour un cadeau qu’il lui a fait ainsi que pour ses mots de consolation. Il mentionne également une demande de Tryphon qui n’est pas précisée. Il apparaît donc que les deux hommes entretenaient une certaine amitié et que Tryphon fut proche du patriarcat bien avant de porter lui-même le titre.

### Élection au patriarcat de Constantinople
L’empereur Romain Ier Lécapène aurait destiné le plus jeune de ses fils, Théophylacte, alors jeune garçon décrit comme étant frivole quoique de bon cœur, et plus préoccupé par ses chevaux que par des questions d’ordre théologique, à devenir le futur patriarche de Constantinople après le siège de Nicolas Ier Mystikos. Or, la mort de ce dernier survint plus tôt que ne le prévoyait l’empereur, et Théophylacte n’était toujours pas, à ce moment, en âge de siéger à titre de Patriarche. On appointa donc Étienne II d’Amasée à la position de chef suprême de l’Église. Celui-ci ne siégea cependant que pour une période de temps limitée et laissa vacant le siège du Patriarche après seulement trois ans d’occupation lorsqu’il mourut aux environs du 6 juillet 927. Plusieurs contestations s’ensuivirent concernant la succession d’Étienne II. En effet, de nombreux membres du clergé parmi lesquels Anastase, Métropolite d’Héraclée, s’opposèrent au désir de l’empereur de donner la charge à son fils Théophylacte, alors seulement âgé d’environ 16 ans et donc encore trop jeune, selon les lois du Canons, pour tenir le siège du patriarcat. Après de longues délibérations du côté de l’empereur  qui, « peu instruit des lois ecclésiastiques et aussi peu scrupuleux sur leur observation, […] balança longtemps », hésitant entre user de sa puissance pour faire siéger son fils ou respecter les lois canoniques, on résolut finalement l’affaire en désignant, le 14 décembre 928, le moine Tryphon, « arrach[é] de son monastère », en tant que Patriarche et associé de Théophylacte pendant une période prédéterminée de deux ans. Tryphon aurait été choisi pour sa vertu, son excellence morale et sa dévotion envers l’Église qui faisaient sa distinction. L’empereur, afin de s’assurer que l’accord serait honoré, aida Tryphon dans son travail ecclésiastique en faisant des dons aux monastères et aux pauvres.  D’après l’historien Charles Lebeau dans son célèbre Histoire du Bas-Empire, tous les chroniqueurs grecs ayant rapporté l’histoire se seraient entendus sur le fait que Tryphon ait été formellement désigné patriarche par intérim, le temps que le jeune Théophylacte soit en âge de siéger à sa place. Mais selon l’auteur, Tryphon serait, dans les faits, entré « de bonne foi dans le patriarcat », sans prendre conscience des objectifs réels de l’empereur dont les desseins allaient très certainement à l’encontre des lois ecclésiastiques, ce qui s’accorderait avec les faits qui s’ensuivirent. Il est toutefois possible qu’une telle entente avait été décidée de manière non officielle entre le nouveau Patriarche et l’empereur et que, au moment venu, Tryphon ne reconnaissait plus une telle entente comme étant valide et aurait opposé son refus à la demande de l’empereur Romain Ier. Quoi qu’il en soit, Tryphon portera le titre de Patriarche de Constantinople durant environ trois ans avant de se faire destituer au profit de Théophylacte.

### Destitution
Selon la version de Jean Skylitzes, version la plus communément rapportée de la destitution de Tryphon du siège du patriarcat de Constantinople, Tryphon, aurait refusé de tenir sa promesse faite à l’empereur et de démissionner de son poste pour le laisser au fils impérial. Il aurait exigé de connaître les raisons d’une telle requête ainsi que les charges déposées contre lui dans le but de justifier son renvoi. D’autres sources suggèrent plutôt que le refus de Tryphon aurait été motivé par une crainte que l’événement ne crée un scandale au sein de l’empire ainsi qu’une division dans l’Église, car Théophylacte était inexpérimenté et inapte à siéger. Tryphon étant d’une sainteté sans reproche, Romain Ier Lécapène n’avait aucun recours réel contre lui. C’est ainsi que l’empereur et les Prélats firent appel à Théophane, métropolitain de Césarée communément surnommé le « Porc » en raison de ses usages, afin qu’il propose une solution au problème. Celui-ci, feignant d’être préoccupé par l’honneur du Patriarche, avertit Tryphon des intentions de l’empereur dans le but de le piéger de la manière suivante et en s’adressant à lui en ces termes:
L’empereur cherche votre ruine, mais ne sait de quoi vous accuser. On lui a fait entendre que vous étiez d’une ignorance à ne pas même savoir écrire. Venez demain au conseil et prouvez le contraire à tous vos détracteurs ». Tryphon, qui avait la simplicité de la colombe et non la prudence du serpent, se rendit le lendemain au palais. « Tracez-nous », lui dit-on, « vos noms et qualités sur cette feuille de papier ». Il le fit de sa plus belle main, et le blanc-seing fut immédiatement remis à l’empereur, qui écrivit à son tour : « Moi, soussigné, me reconnais indigne d’occuper le siège de Constantinople.    
C’est ainsi que Tryphon se vit malgré lui destitué de sa charge après que le document ait été présenté à un Synode qui rassembla des évêques de la cour afin d’officialiser sa démission forcée. L’évènement se serait déroulé en août 931 et ce ne serait qu’environ deux ans plus tard, soit en février 933, que le siège sera finalement octroyé à Théophylacte, malgré « sa manière de vivre voluptueuse » pour laquelle beaucoup le jugeaient indigne d’une telle position. En effet, Rome aurait refusé de reconnaître tout successeur à Tryphon tant que ce dernier serait encore en vie. Tryphon, pour sa part, retourna dans son monastère d’Opsikion où il mourut en 933.
Si telle est la version la plus communément admise sur les faits entourant la destitution de Tryphon, il semblerait toutefois que ce récit soit peu plausible. Une lettre datée de l’an 931 et rédigée par Arethas de Césarée, prélat byzantin et archevêque de Césarée durant le Xe siècle, fut adressée au Synode au sujet du Patriarche Tryphon et offre des renseignements supplémentaires concernant les événements en question. Ne pouvant pas se présenter à l’assemblée pour des raisons de santé, Arethas accuse Tryphon dans sa lettre d’avoir agi à l’encontre de l’Église et des Canons, d’avoir dévié des principes chrétiens ainsi que d’avoir négligé les affaires de l’Église. Il mentionne à ce sujet le cas d’un monastère, mais sans préciser de quoi Tryphon serait coupable. Il s’agirait peut-être de l’octroi de privilèges à l’institution monastique en question. Malgré le fait que ces accusations soient vagues et imprécises, il semblerait que Tryphon n’était pas, dans les faits, sans reproche dans son rôle de Patriarche. L’auteur de la lettre mentionne également qu’une demande de destitution du Patriarche aurait été envoyée par Romain Ier Lécapène la journée précédente, demande avec laquelle Arethas se montre d’accord. La lettre suggère donc qu’une poursuite fut menée par l’Église contre Tryphon sur ordre de l’empereur et ce, devant l’assemblée du Synode qui décida soit de la démission forcée de Tryphon ou encore de « sa condamnation et déposition » du siège du patriarcat de Constantinople.

## Postérité
Durant son patriarcat, Tryphon ordonna Anastase comme métropolite d’Héraclée, en Thrace, tel que mentionné dans une correspondance de Théodore Daphnopatès avec ce dernier,. Anastase fut parmi ceux qui s’opposèrent à l’élection de Théophylacte comme Patriarche en raison de son jeune âge. À la mort de Tryphon, son corps fut ramené à Constantinople où il fut enterré avec les patriarches. Considéré comme saint dans l’Église orthodoxe, sa mémoire est célébrée le 19 avril.